# Boughton under Blean
Boughton under Blean es una parroquia civil y un pueblo del distrito de Swale, en el condado de Kent (Inglaterra).

## Geografía
Según la Oficina Nacional de Estadística británica, Boughton under Blean tiene una superficie de 7,73 km².

## Demografía
Según el censo de 2001, Boughton under Blean tenía 1865 habitantes (48,9% varones, 51,1% mujeres) y una densidad de población de 241,27 hab/km². El 20,38% eran menores de 16 años, el 73,08% tenían entre 16 y 74 y el 6,54% eran mayores de 74. La media de edad era de 38,77 años. Del total de habitantes con 16 o más años, el 26,13% estaban solteros, el 59,66% casados y el 14,21% divorciados o viudos.
El 95,98% de los habitantes eran originarios del Reino Unido. El resto de países europeos englobaban al 1,55% de la población, mientras que el 2,47% había nacido en cualquier otro lugar. Según su grupo étnico, el 99,19% eran blancos, el 0,48% mestizos, el 0,16% asiáticos y el 0,16% chinos. El cristianismo era profesado por el 76,21%, el budismo por el 0,27%, el islam por el 0,16%, el sijismo por el 0,16% y cualquier otra religión, salvo el hinduismo y el judaísmo, por el 0,27%. El 14,52% no eran religiosos y el 8,41% no marcaron ninguna opción en el censo.
971 habitantes eran económicamente activos, 928 de ellos (95,57%) empleados y 43 (4,43%) desempleados. Había 766 hogares con residentes, 32 vacíos y 10 eran alojamientos vacacionales o segundas residencias.